# Marito a sorpresa (film 1943)
Marito a sorpresa (Holy Matrimony) è un film statunitense del 1943 diretto da John M. Stahl. È conosciuto anche con il titolo di Una moglie in più.